# 西西里海峡
西西里海峡（義大利語：Canale di Sicilia），是一条位于意大利西西里自治区和非洲突尼斯之间的海峡，大约160公里宽。
西西里海峡是地中海东西部的分界，西北部为第勒尼安海。该海峡最深达316米。
因位於西歐與北非之間，具有重要戰略地位，是兵家必爭之地。如第二次世界大戰時的北非戰場，盟軍在此與納粹德軍在此進行多次爭奪控制權之戰，而後直到西西里島登陸戰之後盟軍才真正控制以確保從北非和南法而至的後勤。